# Bolsa de Comercio de Buenos Aires

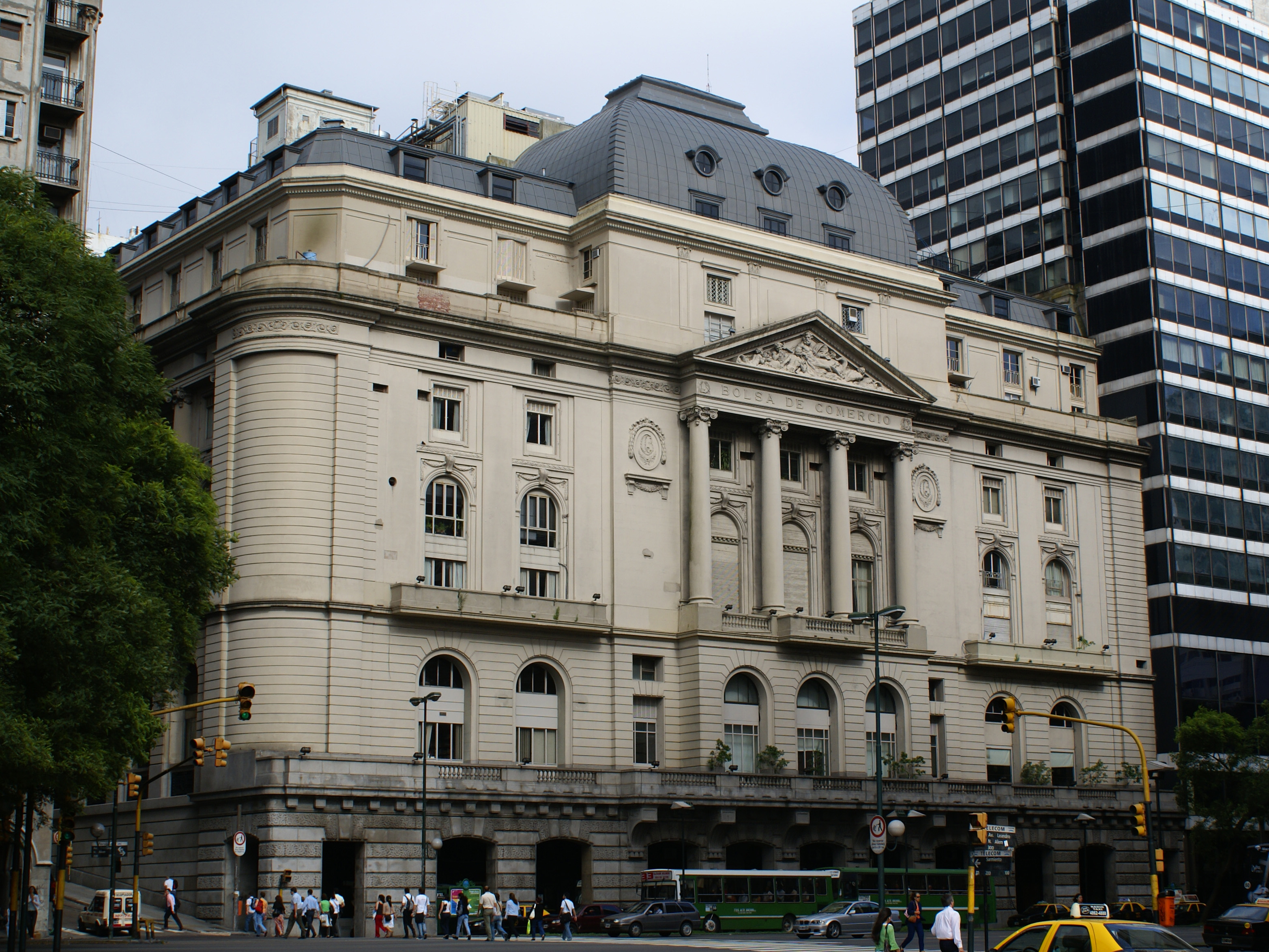
La bourse de Buenos Aires.

La Bolsa de Comercio de Buenos Aires est une bourse d'échange située à Buenos Aires en Argentine. Cette bourse a été créée en 1854.